# Córdoba (Nariño)
Córdoba – miasto w Kolumbii, w departamencie Nariño.